# Tercera Sección de Información del Alto Estado Mayor
La Tercera Sección de Información del Alto Estado Mayor (SIAEM), también denominado como Servicio de Información del Alto Estado Mayor, fue un servicio de inteligencia militar que existió en España durante la dictadura de Francisco Franco. En 1977 desapareció al integrarse en el Centro Superior de Información de la Defensa (CESID).

## Historia
Un decreto del 30 de agosto de 1939 crea el Alto Estado Mayor (AEM) de las Fuerzas Armadas franquistas con el objetivo de tener «un órgano de coordinación, estudio e información, que facilite al Mando Supremo los elementos de juicio convenientes para la orientación de sus designios». El organigrama del AEM se dividía en tres secciones: la militar, la de economía y la de información, origen del SIAEM. La organización de la sección tenía una jefatura a cargo de un coronel o general de brigada y cuatro negociados: Administrativo, de Operaciones, de Estudios e Informes y el Técnico.
El coronel Vicente Fernández Bascarán, que contaba con el beneplácito del general Francisco Franco, fue nombrado primer director del SIAEM.
A partir de la orden reservada de 5 de febrero de 1944 se plantea la doble necesidad de «enfrentarse», dentro de España, a los complejos servicios de espionaje extranjeros, y de coordinar la acción de los diversos organismos encargados de reprimirlos. A consecuencia de una serie de problemas entre los diferentes servicios de contrainteligencia existentes, a finales de 1945 otra orden reservada establece el siguiente reparto de competencias: el Alto Estado Mayor se encarga del espionaje y del contraespionaje de carácter militar, dentro y fuera del país; los ministerios recaban la información general que necesiten según sus necesidades; y el Ministerio de la Gobernación se encarga de la seguridad interna del país. Como consecuencia de lo anterior el cometido principal de esta sección se centra en proporcionar al «Mando Supremo» información política, económica, social y militar para conocer con precisión las posibilidades y potencialidad de los países extranjeros; y desarrollar la contra inteligencia dentro y fuera del país de carácter militar.
Después de las revueltas estudiantiles de 1968, el ministro de Educación preguntó al comandante del SIAEM, el general Martos, sobre la posibilidad de que éste realizara labores de espionaje en el ámbito universitario. Fue esto lo que llevaría en octubre de ese año a la creación de la Organización Contrasubversiva Nacional (OCN) de la mano de Luis Carrero Blanco. A principios de la década de 1970, el servicio de inteligencia de Alto Estado Mayor todavía seguía siendo muy elemental, pero pretende orientarse hacia un modelo cada vez más occidental. La marcha del seno de este servicio del coronel José Ignacio San Martín y de otro oficial a la OCN, que más tarde da lugar al Servicio Central de Documentación (SECED), libera a los de la Tercera Sección del trabajo sobre el orden interno en España.
La SIAEM desapareció en 1977, cuando se fusionó con el SECED para formar a su vez el Centro Superior de Información de la Defensa (CESID).